# Dolmen von Marcilly
Der Dolmen von Marcilly (auch Dolmen de Lucé genannt) liegt westlich des Hofes Marcilly, nordwestlich von Neuillé-Pont-Pierre südöstlich von Tours in der Touraine im Département Indre-et-Loire in Frankreich. Dolmen ist in Frankreich der Oberbegriff für neolithische Megalithanlagen aller Art (siehe: Französische Nomenklatur).
Der einfache Dolmen (nicht zu verwechseln mit den Dolmen von Marcilly-le-Hayer im Département Aube) lag in einem kleinen Hügel. Er hat eine nach Osten offene Kammer von etwa 3,0 × 2,5 m. Ob es eine strukturierte Zugangsseite gab, ist nicht bekannt. Alle drei Tragsteine sind leicht verschoben, insbesondere die beiden seitlichen. Der in etwa runde, einzige Deckstein sitzt etwas schräg auf den drei Stützsteinen.